# Leones de Lisboa

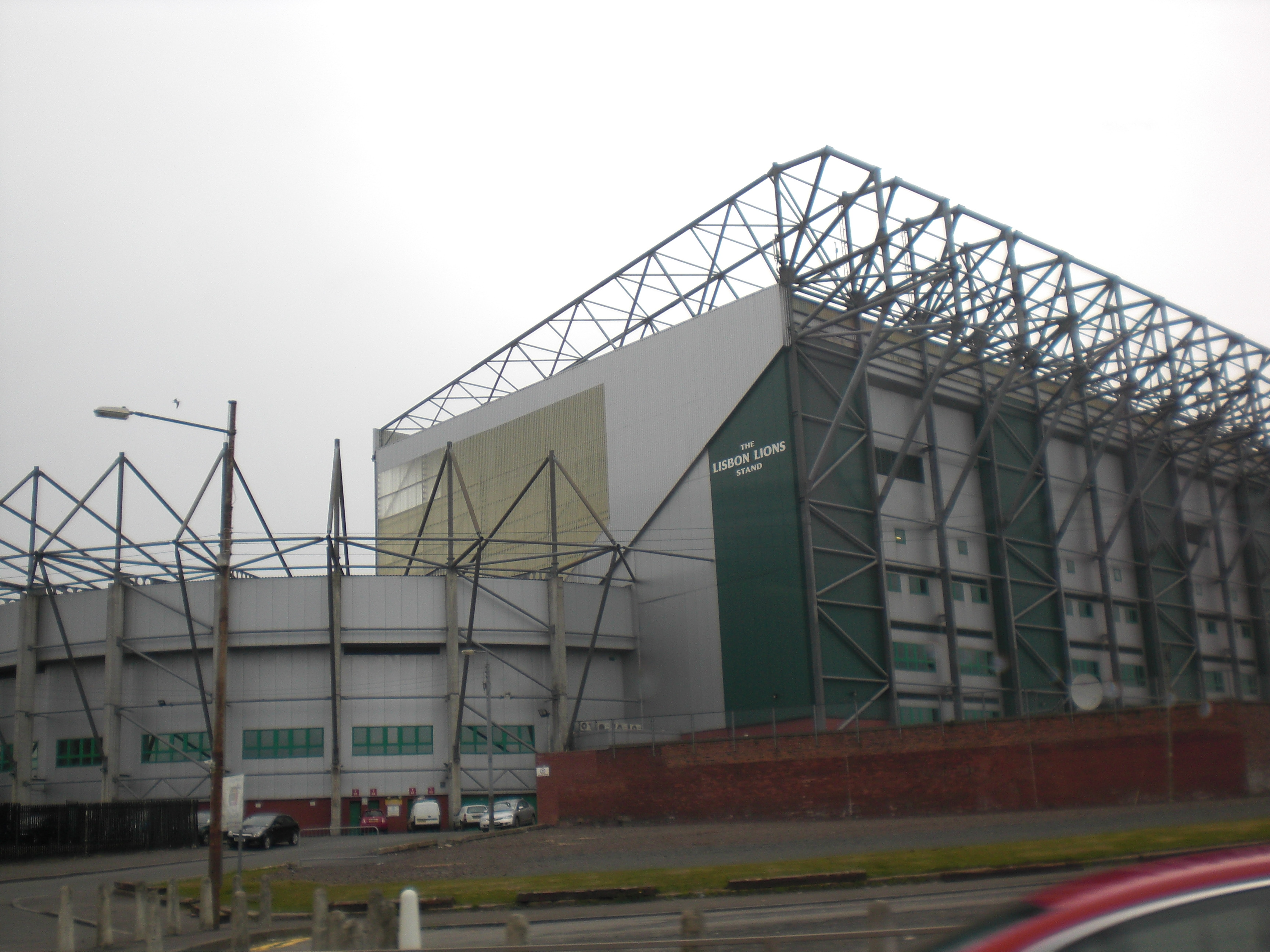
La grada este en Celtic Park recibe su nombre en honor al equipo.

Los Leones de Lisboa es el nombre que recibe el equipo del Celtic Football Club que ganó la Copa de Europa en el estadio Nacional de Lisboa, Portugal, el 25 de mayo de 1967, tras derrotar al Inter de Milán por 2-1. El nombre se debe porque la mascota del club de fútbol Sporting de Lisboa es un león, y el club usa camisetas de rayas verdes y blancas como el Celtic. El estilo del Celtic era la antítesis del cínico, pero muy efectivo, estilo defensivo del Inter. Jimmy Johnstone describió el estilo del equipo como "como los holandeses acelerados".

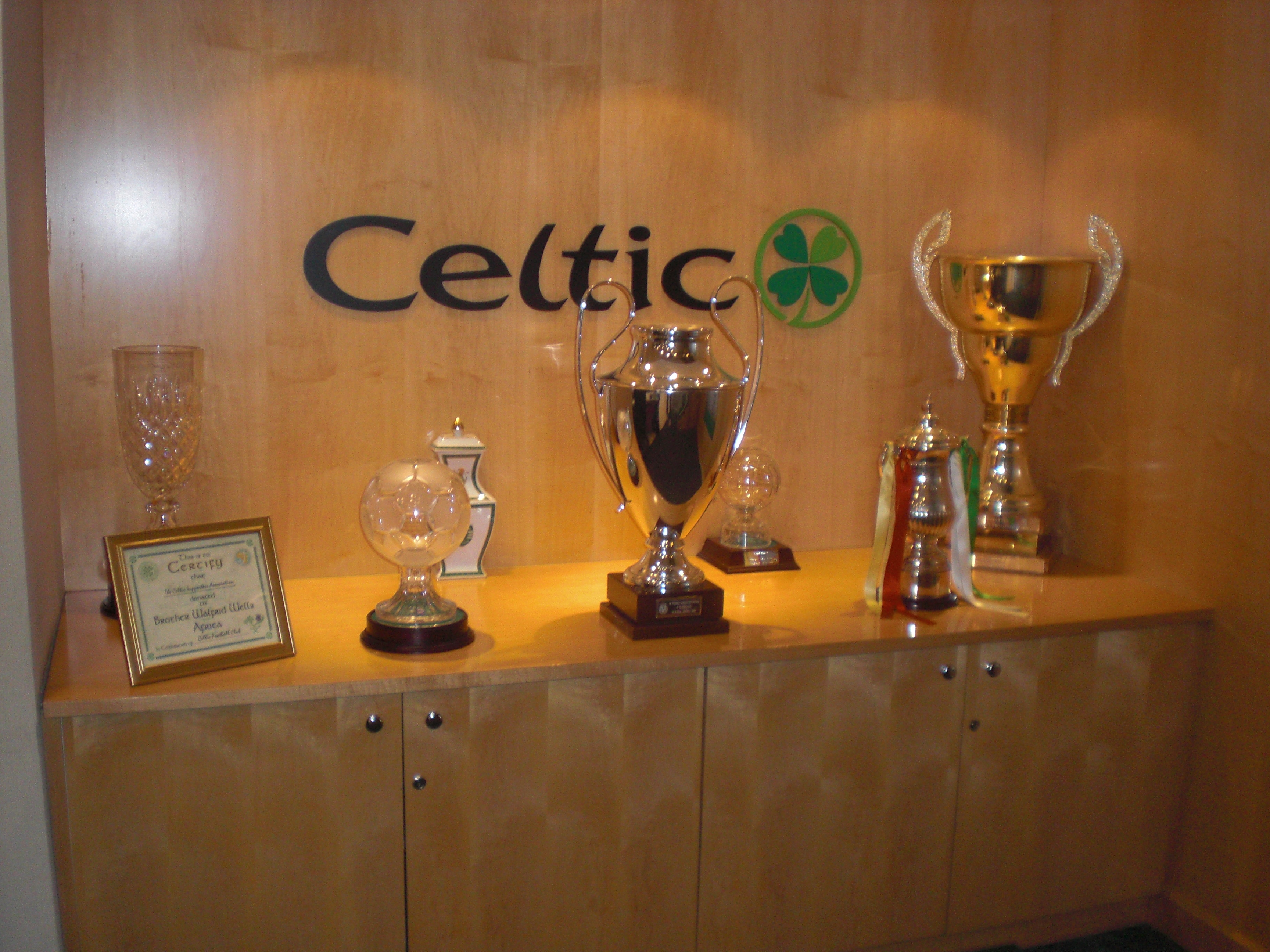
Una exhibición de algunos de los trofeos del Celtic, incluida una réplica de la Copa de Europa.

Sandro Mazzola abrió el marcador para el Inter con un penalti en el minuto 7 después de que Jim Craig derribara a Renato Cappellini . Los italianos luego se retiraron a su famosa defensa de 11 hombres. El Inter no ganó un solo córner y obligó al portero del Celtic , Ronnie Simpson, a hacer solo dos atajadas. El Celtic disparó dos tiros al travesaño y otros 39 intentos de gol, 13 de los cuales fueron atajados por el portero italiano Giuliano Sarti, siete tapados o desviados y 19 desviados. Craig enmendó su error de penalti en el minuto 63, cuando dejó el balón para que Tommy Gemmell disparara a puerta para el empate del Celtic. Con 83 minutos en el reloj, a Gemmell se le permitió espacio, y le pasó el balón a Bobby Murdoch, cuyo tiro de larga distancia fue desviado por Stevie Chalmers pasando a Sarti hacia la red.
El Celtic fue el primer club británico en ganar la Copa de Europa y sigue siendo hasta el día de hoy el único club escocés que llegó a la final. Después de haber triunfado ya en la máxima categoría escocesa,  los Leones de Lisboa se convirtieron en los primeros ganadores del triplete europeo y siguen siendo los únicos ganadores del legendario Cuádruple. El Celtic es también uno de los tres clubes europeos que han ganado cinco trofeos en una sola temporada, gracias a su triunfo en la Copa de Glasgow sobre Partick Thistle. Llegaron a la final de la Copa de Europa nuevamente en 1970, pero fueron derrotados por 2-1 por el Feyenoord después de la prórroga en el estadio San Siro de Milán.
El Celtic también disputó la Copa Intercontinental 1967 contra el campeón de la Copa Libertadores 1967, el Racing Club de Argentina, perdiendo contra el equipo albiceleste y saliendo subcampeón del certamen internacional.

## Resultados del Celtic en la Copa de Europa 1966-67
| Copa de Europa 1966–67   | Copa de Europa 1966–67            | Copa de Europa 1966–67 | Copa de Europa 1966–67 | Copa de Europa 1966–67           | Copa de Europa 1966–67         | Copa de Europa 1966–67 |
| Fecha                    | Evento                            | oponentes              | Puntaje                | Redondo                          | goleadores celtas              |                        |
| ------------------------ | --------------------------------- | ---------------------- | ---------------------- | -------------------------------- | ------------------------------ | ---------------------- |
| 28 de septiembre de 1966 | Celtic Park, Glasgow (H)          | Fußball-Club Zürich    | 2-0                    | Primera ronda, ida               | Gemmell, McBride               |                        |
| 5 de octubre de 1966     | Letzigrund, Zúrich (A)            | Fußball-Club Zürich    | 3-0                    | Primera vuelta, vuelta           | Gemmell (2, 1 pen. ), Chalmers |                        |
| 30 de noviembre de 1966  | Estadio Marcel Saupin, Nantes (A) | FC Nantes              | 3-1                    | Segunda ronda, ida               | McBride, Lennox, Chalmers      |                        |
| 7 de diciembre de 1966   | Celtic Park, Glasgow (H)          | FC Nantes              | 3–1                    | Segunda ronda, vuelta            | Johnstone, Chalmers, Lennox    |                        |
| 1 de marzo de 1967       | Estadio Karađorđe, Novi Sad (A)   | FK Voivodina           | 0-1                    | Cuartos de final, partido de ida | n / A                          |                        |
| 8 de marzo de 1967       | Celtic Park, Glasgow (H)          | FK Voivodina           | 2-0                    | Cuartos de final, vuelta         | Chalmers, Mc Neill             |                        |
| 12 de abril de 1967      | Celtic Park, Glasgow (H)          | Dukla Praga            | 3-1                    | Semifinal, ida                   | Johnstone, Wallace (2)         |                        |
| 25 de abril de 1967      | Stadion Juliska, Praga (A)        | Dukla Praga            | 0-0                    | Semifinal, vuelta                | n / A                          |                        |
| 25 de mayo de 1967       | Estadio Nacional, Lisboa (N)      | Inter de Milán         | 2-1                    | Final                            | Gemmell, Chalmers              |                        |

## Equipo de Celtic en la final
1. Ronnie simpson
2. Jim craig
3. Tommy gemmell
4. Bobby murdoch
5. Billy McNeill (capitán)
6. John clark
7. Jimmy johnstone
8. Willie wallace
9. Stevie Chalmers
10. Bertie Auld
11. Bobby Lennox

Los equipos en la final.

12. John Fallon (portero suplente, no utilizado)

- Jock Stein (Director técnico)
- Sean Fallon (Asistente)
- Neil Mochan (Entrenador)

Nota: El Celtic FC no usaba números en sus dorsales en este momento. Los números mostrados a continuación fueron cosidos en sus pantalones cortos.
Un segundo portero era el único suplente permitido en ese momento. Los otros miembros del equipo que jugaron en la Copa de Europa durante esa temporada fueron Charlie Gallagher, John Hughes, Joe McBride y Willie O'Neill .